# Lestizza
Lestizza là một đô thị ở tỉnh Udine trong vùng Friuli-Venezia Giulia thuộc Ý, có cự ly khoảng 60 km về phía tây bắc của Trieste và khoảng 15 km về phía tây nam của Udine. Tại thời điểm ngày 31 tháng 12 năm 2004, đô thị này có dân số 3.863 người và diện tích là 34,2 km².
Đô thị Lestizza có các frazioni (đơn vị cấp dưới, chủ yếu là các làng) Galleriano, Nespoledo, Santa Maria, Sclaunicco, và Villa Caccia.
Lestizza giáp các đô thị: Basiliano, Bertiolo, Codroipo, Mortegliano, Pozzuolo del Friuli, Talmassons.